# Fiston
Arte da Sedução (br:) ou Fiston (título original), é um filme francês de comédia.

## Sinopse
Alex (Kev Adams) é um adolescente que tenta seduzir Sandra Valenti (Nora Arnezeder) desde os 7 anos, mas nunca sequer falou com ela. Decidido a se aproximar, ele procura desesperadamente uma maneira de seduzi-la. Essa busca incansável o leva a conhecer Antoine Chamoine (Franck Dubosc) que há 20 anos, seduziu Monica  (Héléna Noguerra), a mãe de Sandra Valenti.

## Ficha técnica
- Título: Fiston
- Cenário: Daive Cohen
- Fotografia: Yannick Ressigeac
- Montagem: Florent Vassault
- Música: Alexis Rault
- Produtor: Jean-Yves Robin e Elisa Soussan
  - Produtor executivo: Marc Stanimirovic, Hervé Bellech e David Giordano
  - Co-produtor: Cyril Colbeau-Justin e Jean-Baptiste Dupont
- Produção: Monkey Pack Films, Nexus Factory, SND, M6 Films, LGM Productions, uFilm e Nexus Factory.
- Distribuição: Société nouvelle de distribution
- País de origem: França
- Gênero: Comédia
- Duração: 88 minutos

## Elenco
- Kev Adams: Alex
- Franck Dubosc: Antoine Chamoine
- Nora Arnezeder: Sandra Valenti
- Valérie Benguigui: Sophie
- Helena Noguerra : Monica Valenti
- Alice Isaaz: Elie
- Laurent Bateau: Benoît Legrand
- Arto Barussaud: Alex (criança)
- Emmy Stevenin: Sandra (criança)
- Barbara Bolotner: Atendente do fast-food
- Jean-François Malet: Gerente do banco
- Arsène Mosca: Policial
- Guy Lecluyse: Comissário
- Danièle Éveno: Gigi

### Recepção e crítica
O filme foi bem recebido pelo público francês com uma nota positiva no AlloCiné de 3.5 / 5 para pouco mais de 3015 eleitores (20 de Julho de 2014).

### Bilheteria
- França: 1,922,868 entradas (após 8 semanas nos cinemas)[2].

## Extras
- O filme foi dedicado a Valérie Benguigui, intérprete de Sophie (mãe de Alex), que morreu pouco antes do lançamento.